# John Gilbert
John Cecil Pringle, umjetničkog imena John Gilbert (Logan u Uti, 10. srpnja 1897. – Bel Air u Kaliforniji, 9. siječnja 1936.), američki filmski glumac, scenarist i redatelj poznat pod nadimkom „Veliki zavodnik”, uz Rudolpha Valentina i Ramona Novarra jedan od seks-simbola američkog nijemog filma 1920-ih i 30-ih. Svoj nadimak stekao je ljubavnim vezama i četirima brakovima s tadašnjim filmskim zvijezdama, poput Marlene Dietrich i Grete Garbo, Dolores del Río i dr.
Rodio se u obitelji putujućih kazališnih glumaca pa je zbog čestih selidbi školu pohađao u nekoliko saveznih država. Pohađao je i Hitcockovu vojnu akademiju u San Rafaelu u kalironiji. Pisao je scenarije za Thomasa Harpera, jednog od najplodonosnijih redatelja nijemih filmova, dok svoju prvu glumačku ulogu ostvaruje 1919. u paru s Mary Pickford. Dvije godine kasnije potpisuje ugovor s filmskom kućom Fox, za koju 1922. snima uprizorenje slavnog romana Grof Monte Cristo.
Glumački ugled stječe u suradnji s Metro-Goldwyn-Mayerom, tada vodećom filmskom kućom, u čijim je filmovima glumio ljubavnike i zavodnike stekavši veliku popularnost. Bio je poznat i po natjecateljstvu s Rudolphom Valentinom, miljenikom ženskog dijela gledateljstva.
Preminuo je od srčanog udara uzrokovana dugogdišnjim alkoholizmom. Uz obitelj, njegovu sprovodu nazočile su i tadašnje zvijezde Gary Cooper i Marlene Dietrich. Za svoja dostignuća posmrtno mu je dodieljena zvijezda na Hollywoodskoj stazi slavnih.

## Vanjske poveznice
- Životopis na IMDb-u